# Palaonda
Sparkasse Arena (anteriormente Palaonda ou Eiswelle) é uma arena em Bolzano, Itália. Construído em 1993, ele tem capacidade para 7,200 pessoas.
Ele foi construído pelo Campeonato Mundial de Ice Hockey Masculino de 1994, junto com Mediolanum Forum.
Ele é a casa do time de hockey Bolzano-Bozen, da série A da liga de ice hockey.